# 1925 na literatura

## Eventos
- 15 de Fevereiro - Lançada, por Cairbar Schutel a Revista Internacional de Espiritismo.
- 25 de Fevereiro - É fundada a Biblioteca Mário de Andrade, na cidade de São Paulo, Brasil.

## Livros
- O Grande Gatsby - F. Scott Fitzgerald
- O Processo - Franz Kafka
- Mein Kampf - Adolf Hitler
- Horizonte Perdido - romance de James Hilton

## Nascimentos
| Data           | Nome                           | Profissão                                           | Nacionalidade                  | Observações | Ref   |
| -------------- | ------------------------------ | --------------------------------------------------- | ------------------------------ | ----------- | ----- |
| 1 de fevereiro | Daniel Damásio Ascensão Filipe | poeta e jornalista                                  | Portugal (Cabo Verde)          | m. 1964     | [ 1 ] |
| 11 de Maio     | Rubem Fonseca                  | escritor e roteirista de cinema                     | Brasil                         |             |       |
| 9 de Junho     | Keith Laumer                   | escritor de ficção científica                       | Estados Unidos                 | m. 1993     |       |
| 14 de Junho    | Dalton Trevisan                | escritor                                            | Brasil                         |             |       |
| 26 de junho    | Isabel da Nóbrega              | escritora                                           | Portugal                       |             |       |
| 22 de setembro | António Aragão                 | escritor, poeta, historiador, investigador e pintor | Portugal                       | m. 2008     |       |
| 2 de outubro   | José Cardoso Pires             | escritor                                            | Portugal                       | m. 1998     |       |
| 3 de Outubro   | Gore Vidal                     | escritor                                            | Estados Unidos                 |             |       |
| ?              | Manuela Margarido              | poetisa                                             | Portugal (São Tomé e Príncipe) | m. 2007     |       |

## Mortes
| Data         | Nome                    | Profissão             | Nacionalidade | Observações | Ref |
| ------------ | ----------------------- | --------------------- | ------------- | ----------- | --- |
| 29 de agosto | Henrique da Gama Barros | jurista e historiador | Portugal      | n. 1833     |     |

## Prémios literários
- Nobel de Literatura - George Bernard Shaw.